# Polydrusus pilosus pilosus
Polydrusus pilosus pilosus é uma subespécie de insetos coleópteros polífagos pertencente à família Curculionidae.
A autoridade científica da subespécie é Gredler, tendo sido descrita no ano de 1866.
Trata-se de uma subespécie presente no território português.